# Selahattin Paşalı
Selahattin Paşalı (Muğla, 2 de febrero de 1990) es un actor turco, más conocido por interpretar a Osman en la serie de Netflix Amor 101y a Alp Sungur en Kalp Atışı.

## Biografía
Paşalı nació el 2 de febrero de 1990 en Muğla, Bodrum. A los catorce años fue transferido al Darüşşafaka S.K, en el cual se desmepeñó como capitán.
Completó su educación estudiando Administración de Arte en Budapest. Luego estudió actuación en Craft Atolye. Inició su carrera como actor en 2017, al aparecer en la serie serie Kalp Atışı, emitida por Show TV. En 2018 participó en la serie Bir Umut Yeter, y en 2019, en la serie Leke, que se transmitió en Kanal D. En 2020, continuó su carrera con la serie Babil protagonizada por Halit Ergenç y Ozan Güven. Ese año, interpretó a Osman en la serie de Netflix, Amor 101.

## Filmografía

### Televisión
| Televisión | Televisión     | Televisión    |
| Año        | Título         | Personaje     |
| ---------- | -------------- | ------------- |
| 2017-2018  | Kalp Atışı     | Alp Sungur    |
| 2018       | Bir Umut Yeter | Arda Özkan    |
| 2019       | Leke           | Arda Yenilmez |
| 2020-      | Babil          | Hakan         |

### Internet
| Internet      | Internet                     | Internet  | Internet         |
| Año           | Título                       | Personaje | Notas            |
| ------------- | ---------------------------- | --------- | ---------------- |
| 2020-2021     | Amor 101                     | Osman     | Elenco principal |
| 2022-presente | Medianoche en el Pera Palace | Halit     | Elenco principal |